# 且蘭
且兰，战国时期至汉初古国。在今之四川省南部、贵州省西部及滇桂黔边一带以濮系民族为主体建立的地方民族政权。夜郎国境内的小国。在今贵州省都匀市、福泉市、黄平县、贵定县一带。
以且兰有椓船牂柯处，改名牂柯，牂柯即系船杙。秦朝至西汉时，为夜郎国一小邑。汉武帝元鼎六年（前111年），汉朝发南夷兵击南越国，且兰君害怕远行，拒绝出兵，率众反汉，杀死汉使及犍为郡太守。汉朝集结巴蜀一带的罪人及以前曾经攻打过南越的八校尉击破且兰，杀且兰君（一说即头兰），以其故地置且兰县，为牂牁郡首府（今贵州省安顺市一带），且兰亡国。
《魏略·西戎传》又称大秦国别枝小国有且兰王。其地望主要有耶路撒冷和巴尔米拉（Palmyra）二说。或曰“且兰”系“旦兰”之误。旦兰应即叙利亚的巴尔米拉的古名泰德穆尔（Tadmor或Tadmora）的音译，为叙利亚中部历史名城。罗马帝国于公元17年颁布的法令中已有关于该城税收的内容。位处古代丝绸之路要道，向东穿过安息、中亚达中国，也可以通过两河流域至波斯湾口后从海路至印度、中国；向西可达地中海沿岸以通罗马。东西贸易货物频频通过且兰。